# David Kopacz

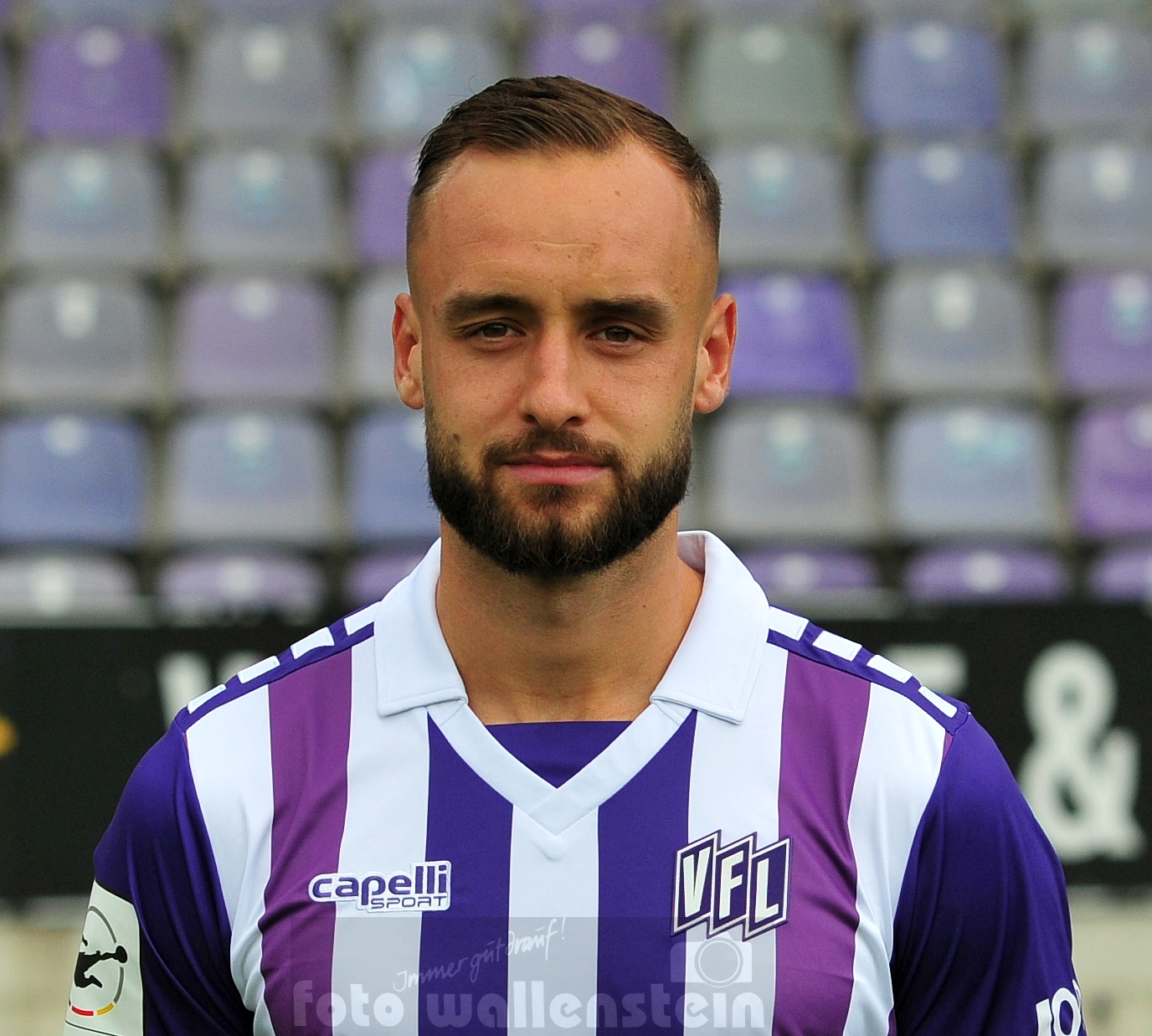
David Kopacz im Heimtrikot des VfL Osnabrück Saison 2025/26

David Kopacz (* 29. Mai 1999 in Iserlohn) ist ein polnisch-deutscher Fußballspieler. Er steht aktuell beim VfL Osnabrück unter Vertrag und war von der U15 bis zur U21 für alle Jugendnationalmannschaften Polens aktiv.

## Karriere

### Vereine
Kopacz wechselte 2007 von der Jugend vom VfK Iserlohn in das Nachwuchsleistungszentrum von Borussia Dortmund. Sein erstes Tor in der UEFA Youth League erzielte er am 7. Dezember 2016 im Auswärtsspiel bei Real Madrid. Im Finale der A-Junioren-Bundesliga 2016/17 war Kopacz gegen den FC Bayern München über die volle Spieldistanz im Einsatz und gewann mit dem BVB die Deutsche U-19-Meisterschaft.
Im Sommer 2018 wechselte Kopacz zum VfB Stuttgart. Dort gab er dann für VfB Stuttgart II am 18. August 2018 am 5. Spieltag der Saison 2018/19 sein Debüt in der Fußball-Regionalliga Südwest gegen TSV Eintracht Stadtallendorf. Am 28. September 2018 erzielte Kopacz gegen die TSG Balingen in der Regionalliga sein erstes Saisontor.
Zur Saison 2019/20 verlieh der VfB Stuttgart Kopacz an Górnik Zabrze. Kopacz gab am 5. August 2019 in der Ekstraklasa am 3. Spieltag gegen Wisła Krakau sein Profidebüt.
Zur Saison 2020/21 wechselte Kopacz zu den Würzburger Kickers. Er erhielt beim Zweitligaaufsteiger einen Vertrag bis zum 30. Juni 2023. In seiner ersten Saison kam er 32-mal in der Liga zum Einsatz, stand 25-mal in der Startelf und erzielte 3 Tore. Jedoch stiegen die Kickers direkt wieder in die 3. Liga ab. Dort kam Kopacz in der Saison 2021/22 in 34 Spielen (33-mal von Beginn) zum Einsatz und erzielte 4 Tore. Für den Verein endete die Spielzeit mit dem zweiten Abstieg in Folge.
Kopacz verblieb jedoch in der 3. Liga und wechselte zur Saison 2022/23 zum Zweitligaabsteiger FC Ingolstadt 04. Am 26. März 2023 zog sich Kopacz im Spiel beim FSV Zwickau eine Sprengung des Schultereckgelenks zu. Nachdem sein im Sommer 2025 auslaufender Vertrag nicht verlängert worden war, wechselte Kopacz zur Saison 2025/26 ablösefrei zum Ligakonkurrenten VfL Osnabrück.

### Nationalmannschaft
2014 kam Kopacz erstmals für die U15-Nationalmannschaft von Polen zum Einsatz. Am 27. April 2015 debütierte David Kopacz für die polnische U16-Nationalmannschaft in einem Spiel gegen die Türkei. Bei der polnischen U17 gab er am 4. August 2015 sein Debüt gegen Finnland. Für die polnische U18 debütierte Kopacz am 10. November 2016 gegen England. Im Alter von 18 Jahren debütierte er am 10. Oktober 2017 in der Qualifikation zur U-21-Europameisterschaft 2019 gegen Litauen für die polnische U-21-Nationalmannschaft. Gegen Dänemark absolvierte Kopacz im folgenden Monat ein weiteres U-21-Länderspiel.
Am 21. März 2018 debütierte Kopacz für die polnische U19 gegen Tschechien. In der Qualifikation für die U-19-Europameisterschaft 2018 führte er das U-19-Nationalteam als Kapitän an. Dabei erzielte er am 24. März 2018 gegen Italien einen Doppelpack. Für die polnische U20 debütierte er am 6. September 2018. Mit der U20 spielte Kopacz im Sommer 2019 bei der U-20-Fußball-Weltmeisterschaft mit und schied im Achtelfinale gegen Italien aus.